# Bessines
Bessines – miejscowość i gmina we Francji, w regionie Nowa Akwitania, w departamencie Deux-Sèvres.
Według danych na rok 1990 gminę zamieszkiwało 1131 osób, a gęstość zaludnienia wynosiła 99 osób/km² (wśród 1467 gmin regionu Poitou-Charentes Bessines plasuje się na 263. miejscu pod względem liczby ludności, natomiast pod względem powierzchni na miejscu 757.).